# Fryderyk I (biskup lubuski)
Fryderyk I (zm. po 7 lutego 1311 r.) – polski duchowny katolicki, biskup lubuski.
Prekonizowany na urząd biskupa lubuskiego 10 stycznia 1305 r. Otrzymał w tym samym roku potwierdzenie od księcia Władysława Łokietka przywilejów nadanych dobrom opatowskim, znajdujących się w posiadaniu diecezji lubuskiej. Ostatnia wzmianka o jego działalności przypada na 1311 r. 